# NGC 5936
NGC 5936 é uma galáxia espiral barrada (SBb) localizada na direcção da constelação de Serpens. Possui uma declinação de +12° 59' 20" e uma ascensão recta de 15 horas, 30 minutos e 00,8 segundos.
A galáxia NGC 5936 foi descoberta em 12 de Abril de 1784 por William Herschel.